# Linden Chiles
Linden Chiles (Saint Louis (Missouri), 22 maart 1933 – Los Angeles County, 15 mei 2013) was een Amerikaanse acteur.

## Biografie
Chiles is begonnen met acteren in 1960 met de televisieserie Rawhide. Hierna heeft hij nog vele rollen gespeeld in televisieseries en films zoals The Dick Powell Show (1962), Perry Mason (1961-1965), The Virginian (1964-1967), Ironside (1968-1969), Cannon (1972-1975), James at 15 (1977-1978), Our House (1987) en JAG (1997-2001).
Hij is in mei 2013 overleden.

## Filmografie[2]

### Films
Uitgezonderd korte films.
- 2014 · Road to Paloma - als Bob
- 2013 · The Rising Light - als Nikolas Winter
- 2013 · Doctor Mabuse - als inspecteur Norbert Von Wenk
- 2013 · The Haubted Men - als Craig Hargroves
- 2012 · Brother Drop Dead - als Bud Stilner
- 2012 · The Burning Within - als Craig Hargrovers
- 2012 · The Mystic Tales of Nikolas Winter - als Nikolas Winter
- 2011 · Mr. Twistedface – als Stephan DeRossillini
- 2010 · Old Friends – als Craig Hargroves
- 2011 · Extraction – als leraar
- 2010 · Three Shadows – als Henry en Zebulon Whatley
- 1996 · Fly Away Home – als tv omroeper
- 1996 · The Rockford Files: If the Frame Fits... – als senator Aspall
- 1995 · Abandoned and Deceived – als vader van Gerri
- 1994 · The Glass Shield – als Foster
- 1993 · Amore! – als B.S. Scarborough
- 1992 · Jonathan: The Boy Nobody Wanted – als rechter Martin
- 1990 · The Forbidden Dance – als Bradley Anderson
- 1988 · To Heal a Nation – als senator John Warner
- 1984 · Cloak & Dagger – als medewerker vliegveld beveiliging
- 1982 · Forbidden World – als Dr. Gordon Hauser
- 1981 · Red Flag: The Ultimate Game – als Collete
- 1980 · Scared Straight! Another Story – als John Loring
- 1980 · Where the Buffalo Roam – als verslaggever
- 1979 · Act of Violence – als Lloyd
- 1976 · Helter Skelter – als J. Miller Leavy
- 1975 · Who Is the Black Dahlia? – als Dr. Wallace Coppin
- 1975 · Adventures of the Queen – als Matthew Evans
- 1975 · Death Be Not Proud – als Dr. Tracy Putnam
- 1974 · Panic on the 5:22 – als Tony Ebsen
- 1974 · Hitchhike! – als Ken Reardon
- 1969 · Eye of the Cat – als Bendetto
- 1969 · Lost Flight – als Allen Bedecker
- 1967 · Counterpoint – als Long
- 1967 · Sullivan’s Empire – als Patrick Sullivan
- 1966 · Texas Across the River – als Yellow Knife
- 1966 · Incident at Phantom Hill – als Dr. Hanneford
- 1965 · A Rage to Live – als Brock Caldwell
- 1964 · Shock Treatment – als Al Simon
- 1961 · Wild in the Country – als dokter
- 1961 · Sanctuary – als Randy

### Televisieseries
Uitgezonderd eenmalige gastrollen.
- 1990–1991 · Santa Barbara – als Edward Nichols - 6 afl.
- 1991 · Reasonable Doubts – als Harlan Beckwith – 2 afl.
- 1987 · Our House – als Buzz – 2 afl.
- 1987 · Werewolf – als Coroner – 2 afl.
- 1981 · Quincy, M.E. – als Thomas Ainsley – 2 afl.
- 1977–1978 · James at 15 – als Paul Hunter – 21 afl.
- 1977 · Washington: Behind Closed Doors – als Jack Atherton – 3 afl. (miniserie)
- 1976 · The Bionic Woman – als Herb Partnow – 2 afl.
- 1973–1974 · Banacek – als Henry DeWitt – 4 afl.

- Biblioteca Nacional de España: XX1634435
- International Standard Name Identifier: 0000 0001 2240 3079
- Library of Congress Control Number: no2011107391
- Istituto Centrale per il Catalogo Unico: DDSV094061
- Système universitaire de documentation: 172149827
- Virtual International Authority File: 172114587
- WorldCat: E39PBJjMC4cggGVFm93RGbkbh3